# Castelletto Merli
Castelletto Merli – miejscowość i gmina we Włoszech, w regionie Piemont, w prowincji Alessandria.
Według danych na styczeń 2010 gminę zamieszkiwało 499 osób przy gęstości zaludnienia 42,5 os./1 km².